# Observatoire de Fountain Hills
L'Observatoire de Fountain Hills est un observatoire astronomique fondé en 1998 à Fountain Hills, en Arizona, aux États-Unis. La publication des mesures astrométriques des astéroïdes à l'observatoire a été réalisé jusqu'en 2005. L'un des premiers observatoires amateurs à utiliser un logiciel automatique pour détecter les petits corps dans le Système solaire.

## Principales réalisations
- Découvertes de comètes : C/2002 Y1 (Juels-Holvorcem)[1] et C/2005 N1 (Juels-Holvorcem)[2].
- 317 astéroïdes découverts de 1999 à 2002 par le chef de l'observatoire[3], et un total de 490 nouveaux astéroïdes ont été découverts dans l'observatoire de 1989 à 2003[4].
- 11 857 mesures astrométriques publiées de 1998 à 2005[5].